# 杜布耶
49°58′50″N 25°4′47″E / 49.98056°N 25.07972°E
杜布耶（烏克蘭語：Дуб'є），是烏克蘭西部的村落，隸屬利沃夫州佐洛奇夫區扎博洛特齊市鎮，距離布羅德約15公里，距離佐洛奇夫約27公里，距離布斯克約39公里，距離利維夫市中心約90公里，面積1.37平方公里，2001年該村落人口683，人口密度每平方公里498.5人。